# Demicryptochironomus ginzancedeus
Demicryptochironomus ginzancedeus är en tvåvingeart som beskrevs av Sasa och Suzuki 2001. Demicryptochironomus ginzancedeus ingår i släktet Demicryptochironomus och familjen fjädermyggor. Inga underarter finns listade i Catalogue of Life.